# Direction générale des Douanes et Droits indirects (Bénin)
La Direction Générale des Douanes (DGD) anciennement DGDDI, est une administration publique et autorité douanière béninoise. Elle est directement rattachée au ministère de l'Économie et des Finances.
L'actuelle directrice générale des douanes est Adidjatou Hassan Zanouvi, en fonction depuis le 13 novembre 2023.

## Historique

### Au temps du Royaume du Dahomey
La douane existe déjà au temps des rois du Dahomey et constitue l'une des sources de revenus du Royaume.
Durant le règne de Ghézo, les postes de douanes, dénou en fon, sont installés sur l’ensemble du Royaume et balisent les routes empruntées par les commerçants mais aussi les abords des ports, des fleuves et des rivières, passages obligés de marchandises de toutes sortes. Des agents du roi sont chargés de ces postes et ont la responsabilité de prélever l'impôt dont ils reversent l'essentiel aux fonctionnaires royaux, tout en se préservant une part.
Lors des différents règnes, plusieurs traités sont signés entre les Français, implantés au Dahomey depuis le XVIIe siècle, et les rois, marquant ainsi la volonté de chacun de vivre en bonne cohésion. En mai 1868, un accord est conclu entre les Français et Glélé garantissant au Roi, en échange du titre de propriété du port de Cotonou, la protection de son pays par la France. Preuve qu'ils sont une vraie manne financière et un bon levier de négociation, Glélé obtient de percevoir les droits de douane du port.

### Au cours de la Communauté française
Après l'adoption de la loi-cadre Defferre du 23 juin 1956 et la disparition de l'Afrique-Occidentale française, les anciennes colonies françaises de cette région, devenues des territoires autonomes à la suite du référendum du 28 septembre 1958 et qui constituent la nouvelle Communauté française, créent, le 11 juin 1959, l'Union douanière occidentale, dans une volonté de conserver leurs ententes passées. Ainsi, « en vertu de cet accord, aucun droit d'entrée ou de sortie aussi bien fiscal que douanier n'est perçu à l'occasion des échanges entre les pays membres. Les marchandises circulent librement et les États s'interdisent d'établir à leurs frontières communes des postes de contrôle. En ce qui concerne les échanges avec l'extérieur, seuls les droits fiscaux existants au 31 mars 1959 subsistent : leur modification ou la création de nouveaux droits ne peut être décidée que d'un commun accord. Le produit de ces droits est réparti trimestriellement afin de restituer à chaque État la totalité des recettes lui revenant, suivant une proportion forfaitaire établie annuellement par des commissions paritaires inter-États. Une harmonisation des impôts, taxes et tarifs intérieurs est recherchée pour éviter les doubles impositions et prévenir l'évasion fiscale ».

## Missions
Selon le décret no 2021-455 du 15 septembre 2021, la direction générale des douanes a pour mission de :
- participer à l'élaboration de la politique et de la législation douanières ;
- appliquer la législation et la règlementation douanières et de percevoir les droits et taxes y afférents ;
- protéger l'économie nationale ;
- lutter contre la fraude douanière sur toute l'étendue du territoire national ;
- apporter son concours à d'autres administrations, notamment dans la lutte contre la criminalité ;
- déterminer l'assiette et procéder à la liquidation des droits et taxes sur les marchandises importées, exportées ou en transit sur le territoire national ;
- recouvrer et de reverser les droits, taxes et autres perceptions au Trésor public et autres bénéficiaires ;
- veiller au respect des prohibitions définies par les lois et règlements relatifs à l'importation, à l'exportation ou au transit de certaines marchandises ;
- assurer la surveillance et lutter contre les trafics transfrontaliers ;
- rechercher et réprimer la fraude douanière ainsi que la contrefaçon et le piratage ;
- poursuivre et réprimer les infractions à la règlementation de changes ;
- entretenir les relations douanières internationales ;
- mettre en œuvre toute décision du gouvernement en matière douanière.

## Organisation
L'administration des douanes est dirigée par un directeur général nommé sur proposition du ministre de l'Économie et des Finances en Conseil des ministres.
Elle est structurée par :
- des entités rattachées au directeur général ;
- des directions techniques ;
- des directions régionales.

### Entités rattachées au directeur général
Ces entités sont :
- le cabinet du directeur général, qui gère le secrétariat, planifie et coordonne les activités du directeur général et de l'administration des douanes[7];
- l'Inspection générale des services, qui assume le contrôle interne et l'inspection de l'administration des douanes[8].

### Directions techniques
Les directions techniques sont :
- la direction des systèmes d'information, qui s'occupe de la dématérialisation des procédures douanières, de la collecte, du traitement et de l'analyse de l'information[9] ;
- la direction de la législation et de la coopération, qui élabore les textes réglementaires, veille à l'application des lois et des réglementations en matière douanière. Elle coordonne également les conventions, les accords internationaux et les relations entre l'administration des douanes et les secteurs public et privé[10] ;
- la direction des ressources humaines, qui gère le personnel de l'administration des douanes et planifie les effectifs et les formations[11] ;
- la direction des affaires financières et de la logistique, qui gère les questions financières, budgétaires, comptables et logistiques[12] ;
- la direction des opérations, du renseignement et des enquêtes douanières, qui lutte, en collaboration avec des organismes nationaux et internationaux, contre la fraude douanière, la contrefaçon, le piratage, la criminalité transnationale organisée et les trafics illicites[13] ;
- la direction de la centralisation des recettes, de la statistique et des études stratégiques, qui centralise, traite et contrôle la conformité des écritures comptables de l'ensemble des unités vis-à-vis des normes comptables[14].

### Directions régionales
Ces directions régionales sont établies dans les départements d'Atacora-Donga, d'Atlantique-Littoral, de Borgou-Alibori, du Mono-Couffo, d'Ouémé-Plateau et de Zou-Collines.
Chaque direction, dans sa circonscription administrative, est chargée d'appliquer la politique douanière définie par la direction générale des douanes et doit rendre compte à cette dernière des résultats et des éventuels problèmes des unités.
Les directions régionales sont composées :
- de services régionaux ;
- d'unités de base.

#### Services régionaux
Chaque direction régionale comprend :
- un service général et de la qualité, qui est chargé de l'administration, de la gestion du personnel, des infrastructures et du matériel[16] ;
- un service du contrôle a posteriori et du contentieux, qui centralise et traite les contentieux, procède à la révision des déclarations après formalités douanières, au contrôle en entreprises et organise des ventes aux enchères publiques de marchandises saisies au profit de l'État[17] ;
- un service régional de lutte contre la fraude, qui recherche et réprime la fraude douanière sous toutes ses formes[18] ;
- un service régional de la comptabilité, qui centralise les informations en matière de recettes, répertorie et transmet à la direction générale les rapports sur les performances et les difficultés liées à la mobilisation des recettes des différentes unités[19].

#### Unités de base
Les unités de base sont :
- les recettes des douanes, qui sont formées d'une part, d'un bureau de douanes[20], chargé d'asseoir, de liquider et de percevoir les droits et taxes puis de les reverser au Trésor public, et d'autre part, d'une brigade fixe de douanes[21], destinée à rechercher et réprimer la fraude ;
- les postes de douane ou recettes auxiliaires, qui recherchent et répriment la fraude mais aussi déterminent l'assiette, liquide et perçoivent les droits et taxes sur les marchandises alimentant le trafic frontalier dans la limite de leur compétence[22].

## École nationale des douanes
En avril 1962, Hubert Maga fonde, à Porto-Novo, l'École des douanes dans le but de former les futurs agents des douanes. Cette école assure encore aujourd'hui la formation et le renforcement des membres de l'administration douanière. Elle est en capacité d'assurer l'instruction d'agents de nationalités étrangères.

## Grades
Les grades des différents corps des douanes sont les suivants :

### Corps des inspecteurs des douanes
Inspecteurs généraux des douanes
- Inspecteur général des douanes de 2d degré ;
- Inspecteur général des douanes de 1er degré.

Inspecteurs des douanes
- Inspecteur major ;
- Inspecteur principal ;
- Inspecteur de 1re classe ;
- Inspecteur de 2e classe.

Les inspecteurs des douanes constituent un corps de conception, de direction, de commandement, d'administration, de contrôle, d'audit et de vérification.

### Corps des contrôleurs des douanes
- Contrôleur de classe exceptionnelle ;
- Contrôleur principal ;
- Contrôleur de 1re classe ;
- Contrôleur de 2e classe.

Les contrôleurs des douanes constituent un corps de commandement, d’encadrement, d'application et de vérification.

### Corps des agents de constatation
Agents de constatation
- Agent de constatation hors classe ;
- Agent de constatation de classe exceptionnelle ;
- Agent de constatation principal.

Agents de constatation adjoints
- Agent de constatation adjoint de classe exceptionnelle ;
- Agent de constatation adjoint de 1re classe ;
- Agent de constatation adjoint de 2e classe.

Les agents de constatation des douanes constituent un corps d'encadrement, de commandement et d'exécution.

### Corps des préposés des douanes
- Préposé des douanes en chef ;
- Préposé des douanes de 1re classe ;
- Préposé des douanes de 2e classe.

Les préposés des douanes constituent un corps d'exécution.

## Distinctions

### Ordre national du Bénin
Les fonctionnaires des douanes décédés en mission commandée sont reçus à titre exceptionnel et posthume dans l'ordre national du Bénin.

### Médaille d'honneur des douanes
La médaille d'honneur des douanes est une distinction décernée aux fonctionnaires des douanes, à titre normal, pour accomplissement d'au moins vingt ans de services irréprochables et à titre exceptionnel ou posthume, pour acte de bravoure.

## Liste des directeurs généraux
| Directeur général           | Début             | Fin              |
| --------------------------- | ----------------- | ---------------- |
| James Sagbo                 | 11 décembre 2001  | ?                |
| Charles Adékambi            | 9 mars 2005       | ?                |
| Justin Sagui                | ?                 | ?                |
| Christophe Comlan Quenum    | 8 février 2006    | ?                |
| Charles Adékambi            | 6 juin 2006       | août 2007        |
| Gilles Hounkpatin           | 14 août 2007      | décembre 2007    |
| James Sagbo                 | 31 décembre 2007  | octobre 2008     |
| Hyppolite Djègou            | 28 octobre 2008   | mai 2010         |
| Isaac Issiaka Inoussa       | 11 juin 2010      | mai 2011         |
| Théophile Soussia           | 28 mai 2011       | ?                |
| Paul Lafia Tabé             | 26 avril 2013     | avril 2015       |
| Charles Sourou Sèzan        | 13 avril 2015     | ?                |
| Pierre-Claver Tossou        | 25 mai 2016       | 21 décembre 2016 |
| Charles Inoussa Sacca Bocco | 10 avril 2017     | septembre 2021   |
| Alain Hinkati               | 22 septembre 2021 | 8 novembre 2023  |
| Adidjatou Hassan Zanouvi    | 13 novembre 2023, | En fonction      |